# غرهام بوين
غرهام بوين (بالإنجليزية: Grahame Bowen)‏ هو لاعب دوري الرغبي أسترالي، ولد في 7 سبتمبر 1946، وتوفي في 29 مارس 2016 في سيدني في أستراليا.